# Pasirtanjung (Cikarang Pusat)
Pasirtanjung is een bestuurslaag in het regentschap Bekasi van de provincie West-Java, Indonesië. Pasirtanjung telt 7364 inwoners (volkstelling 2010).